# 岩瀬弥助

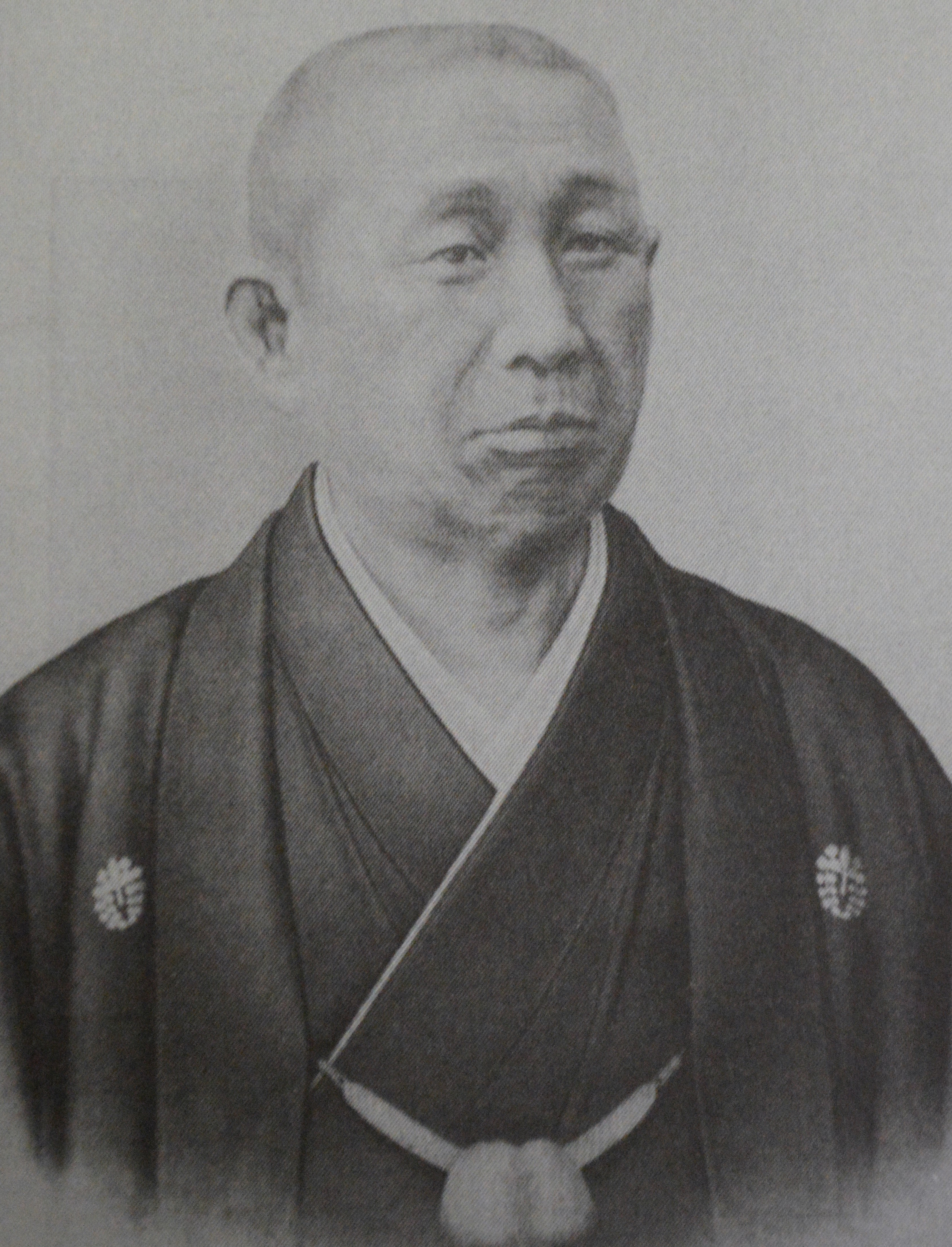
岩瀬弥助

岩瀬 弥助（いわせ やすけ、旧字：岩瀨彌助。1867年（慶応3年）10月6日 - 1930年（昭和5年）1月3日）は、日本の実業家・慈善家。幼名は吉太郎。西尾鉄道初代社長を務めたほか、私財を投じて岩瀬文庫をも創設した。

## 略歴
三河国西尾城下の須田町（現・愛知県西尾市）にて、肥料商を営む岩瀬弥蔵の長男として生まれる。小学校を卒業すると家業を継いだ。1887年（明治20年）20歳の時に本家の猪代治が亡くなったため、本家の山本屋へ養子に入る。その際、猪代治の長女と結婚し、祖父の名を襲名して四代目弥助を名乗る。同年、旧西尾藩士・矢島貞廉（やじま ていれん）が中心となって結成した、法律、経済、社会問題について学ぶ「談話会」に入会し幹事となる。株式投資に関心を持ち積極的な投資活動を行うと、やがて西三河でも屈指の資産家になっていった。政治にも意欲を示し、1898年（明治31年）には西尾町長に就任したが、在職わずか1年4か月余りで辞任した。1909年（明治42年）西三軌道株式会社初代取締役社長に就任、1911年（明治44年）には西尾鉄道社長として西尾・岡崎間を結ぶ軽便鉄道の開通を実現させた。
また、社会事業家としても足跡を残し、1908年（明治41年）5月6日には社会に利益を還元し地域文化の向上に役立たせるべく、私立（私設）図書館として岩瀬文庫を開館させたほか、学校建設にも大きな貢献をし、西尾高等女学校と西尾中学校（2校とも現在の愛知県立西尾高等学校）、蚕糸学校（現在の愛知県立鶴城丘高等学校）、西尾小学校など、用地、資金面で多大な援助をした。日本赤十字社や公死傷者や貧民救済のためにも多額の寄付をした。